# Phare d'Hiiessaare
Le phare d'Hiiessaare (en estonien : Hiiessare Tuletorn) est un phare situé à Hiiessaare de la grande île d'Hiiumaa, appartenant à la commune de Pühalepa dans le Comté de Hiiu, en Estonie.
Il est géré par l'Administration maritime estonienne ,.

## Histoire

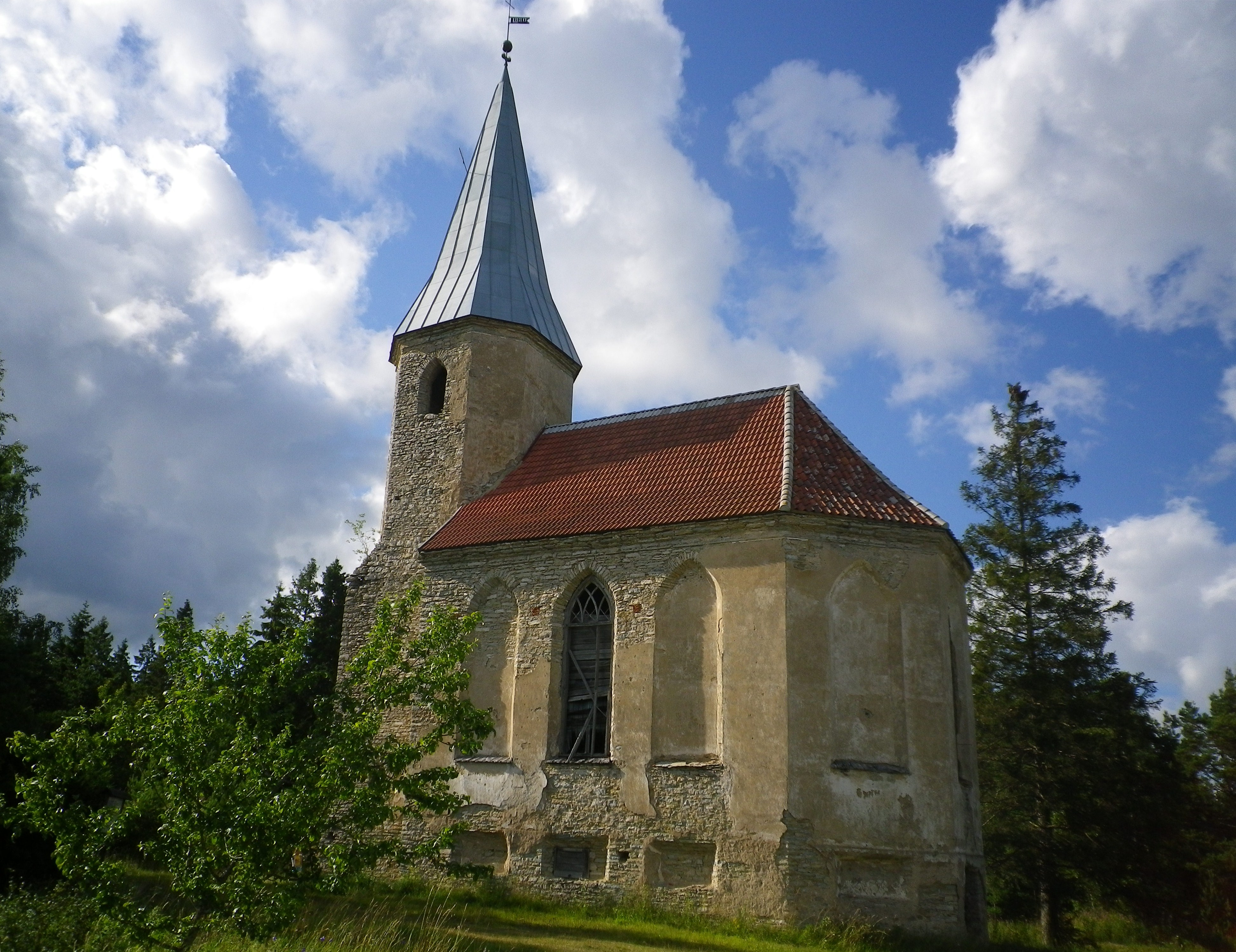
Eglise de Paluküla

Cet ancien phare avant de quatre étages formait, avec le feu de l'église de Paluküla (en), un feu d'alignement. Il se situe à moins de 3 km de l'église. Le feu rouge fixe de l'église a été désactivé au début des années 2000.
Une tour en bois avait été construite en 1876 sur la zone du phare actuel. En 1910, une marque de pierre qui avait été érigée pour la remplacer a été détruite pendant la Seconde Guerre mondiale.
Le phare actuel a été construit en 1953. De 1994 à 2001 le feu a été désactivé, à cause des isotopes radioactifs du générateur électrique. Après sa remise en activité et la réparation du système automatisé, il est alimenté à l'énergie solaire et éolienne.

## Description
Le phare  est une tour rectangulaire en béton armé de 17 mètres de haut, avec une galerie et sans lanterne. Le bâtiment est totalement peint en blanc. Il émet, à une hauteur focale de 19 mètres, un long éclat blanc toutes les 6 secondes. Sa portée nominale est de 7 milles nautiques (environ 13 km).
Identifiant : ARLHS : EST-076 ; EVA-625 - Amirauté : C-3756 - NGA : 12730.

## Caractéristique dufeu maritime
Fréquence : 6 secondes (W)
- Lumière : 2 secondes
- Obscurité : 4 secondes

|                            |
| Île Hiiumaa (localisation) |

|          |
| Le phare |

### Lien connexe
- Liste des phares d'Estonie